# Лекух, Дмитрий Валерьянович
Дми́трий Валерья́нович Ле́кух (род. 9 декабря 1965, Москва, РСФСР, СССР) — российский предприниматель, прозаик, колумнист и политический обозреватель, журналист.

## Биография
Родился в Москве, в семье научных работников. В детстве занимался спортом и музыкой. Выпускник Литературного института им. А. М. Горького. В начале 1990-х активно пробовал себя в журналистике. В 1993 году ушёл в рекламный бизнес. С начала 1980-х и до недавнего времени — активный участник радикального крыла фанатского движения болельщиков московского «Спартака». Исследователь восточноевропейского фанатского движения. Кроме «Спартака», болеет также за «Ювентус».

## Творчество
В раннем творчестве Лекух затрагивает околофутбольные темы: отношения футбольных хулиганов с противоборствующими группировками, органами правопорядка, их личные ценности и частная жизнь. Также с недавнего времени начали выходить книги, не связанные с футболом: в 2010 году «Чёрные крылья Бога» и «Башни и сады Вавилона», а 2013 «Туман на родных берегах», вошедший в 2012 (ещё до публикации) в лонглист премии «Национальный бестселлер» (впоследствии туда входил и роман «Летом перед грозой»).
Также известен как журналист и публицист, участник многочисленных политических ток-шок на федеральных телевизионных каналах, политический обозреватель государственного РИА Новости, колумнист RT (с марта 2016 г.), ведущий еженедельных авторских программ «С точки зрения здравого смысла» и "Злые парни" на Радио Sputnik.

## Сочинения
- 2006 — Мы к вам приедем
- 2007 — Ангел за правым плечом
- 2007 — Хардкор белого меньшинства
- 2009 — Я — русский
- 2010 — Чёрные крылья Бога
- 2010 — Игра слов
- 2010 — Башни и сады Вавилона
- 2010 — Враг демократии
- 2011 — Орхидея в мотоциклетном шлеме
- 2011 — Командировка в лето
- 2012 — Война, на которой мы живем
- 2013 — Туман на родных берегах
- 2017 — Летом перед грозой
- 2018 — Далекие звезды Севера
- 2022 — Небо над нами.
- 2024 - Вещи мертвого человека